# حرائق غابات شانغلا 2022
حرائق غابات شانغلا 2022 في 4 يونيو 2022 اندلع حريق في غابة في منطقة علي جان كابري في تشاكيسار، وهي منطقة نائية في مقاطعة شانغلا في باكستان، مما أدى إلى مقتل فتاة وطفلين وامرأة أثناء جمع الحطب.
كما أصيب بعض الأشخاص بجروح وتم نقلهم إلى مستشفى شاكيسار الرئيسي في تحسيل.